# 古沢太穂
古沢 太穂（ふるさわ たいほ、1913年（大正2年）8月1日 - 2000年（平成12年）3月2日）は、俳人。本名は古沢 太保（ふるさわ たもつ）。「道標」主宰、新俳句人連盟会長、現代俳句協会顧問を歴任。第12回多喜二・百合子賞受賞。

## 略歴
富山県上新川郡大久保町（現・富山市）生まれ。生家は料理屋兼芸妓置屋。幼くして父を失い、一家は東京から横浜へ。法政大学商業学校（現在の法政大学中学校・高等学校）を経て、1938年、東京外国語学校（現在の東京外国語大学）専修科ロシヤ語学科卒業。その後結核のため療養生活に入る。療養所で俳句を勧められ、1940年、「馬酔木」を購読。のち加藤楸邨の「寒雷」創刊とともに参加。
戦後1947年に赤城さかえらと同人誌「沙羅」を創刊。秋元不死男の推薦で新俳句人連盟に参加、同連盟の中央委員長（後会長と改称）を長く務める。その後、顧問。1951年、職場の俳句サークルを母体として同人誌「道標」を創刊。1972年、「沙羅」と「道標」を合併して「道標」を太穂主宰誌とする。そのほか、1956年に秋元不死男、小林康治らとともに横浜俳話会を発足した。
1980年、句集『捲かるる鴎』で第12回多喜二・百合子賞を受賞、1983年、第32回横浜文化賞受賞。
その作風は変革の抒情ともいうべきものであるが、太穂自身は「自然流」としている。またスローガン的な俳句とは異なる、社会の矛盾を突きつつも人間味のある句を作った。根岸森林公園（横浜市中区）には、1983年作の「少年どち若葉染みに来くつわ展」の句碑（古澤太穂句碑建立委員会、1986年）がある。
1990年、現代俳句協会顧問に就任。
2000年3月2日、肺炎のため86歳で死去。

## 人物
- 門下に、板垣好樹[7]、望月たけし[8]、松田ひろむ[9]らがいる。
- 弟子の乗本眞澄とともに、将棋の愛好家だった
- 息子に将棋観戦記者の木屋太二[10]。

## 句集、著作
- 『三十代』神奈川県職場俳句協議会、1950年
- 『古沢太穂句集』現代書房、1955年
- 『火雲』現代俳句協会、1982年
- 『捲かるる鴎』竹頭社、1979年
- 『捲かるる鴎』新日本文庫、1983年(解説：松田ひろむ）
- 『古沢太穂－花神コレクション〈俳句〉』花神社、1993年
- 『うしろ手』新俳句人連盟、1995年
- 『古沢太穂全集』新俳句人連盟、2013年
- 『古沢太穂全集 補遺 戦後俳句の社会史』新俳句人連盟、2015年